# Jens Carlowitz

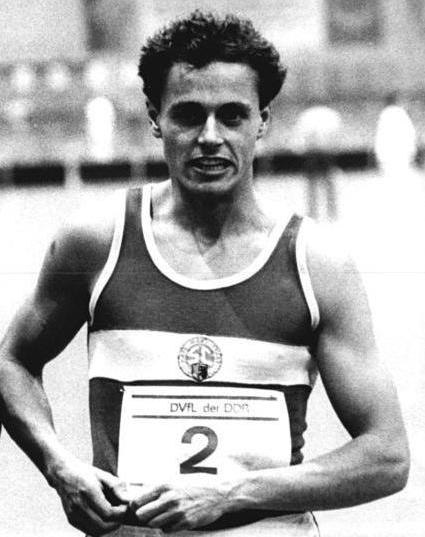
Jens Carlowitz, 1988

Jens Carlowitz (* 8. August 1964 in Karl-Marx-Stadt) ist ein ehemaliger DDR-Leichtathlet, der in den 1980er bis Anfang der 1990er Jahre als 400-Meter-Läufer erfolgreich war, dabei ab 3. Oktober 1990 für die BRD. Er war Halleneuropameister 1988, gewann zwei Bronzemedaillen bei den Europameisterschaften 1990, bei der er für die DDR im 400-Meter-Lauf und mit der 4-mal-400-Meter-Staffel startete, und wurde 1991 mit der Staffel Hallenweltmeister.

## Leben
Carlowitz gewann bei den Junioreneuropameisterschaften 1981 und 1983 jeweils Silber über 400 Meter und Gold mit der DDR-Staffel. Am 3. Juni 1984 lief er in Erfurt mit Guido Lieske, Mathias Schersing und Thomas Schönlebe (Carlowitz als dritter Läufer) in 3:00,07 min einen Europarekord. Er startete auch bei den Weltmeisterschaften 1987, wo er im Einzel und mit der Staffel, jeweils im Halbfinale ausschied.
1988 wurde Carlowitz über 400 Meter Halleneuropameister. Bei den Olympischen Spielen 1988 schied er über 400 Meter im Halbfinale aus, mit der 4-mal-400-Meter-Staffel erreichte er Platz vier in 3:01,13 min. 1989 wurde er mit der DDR-Mannschaft sowohl im Europacup als auch im Weltcup Zweiter. 1990 wurde er in 45,60 s letzter DDR-Meister im 400-Meter-Lauf. Bei den Europameisterschaften in Split gewann er im Einzel (45,27 s) und in der Staffel (3:01,51 min, zusammen mit Rico Lieder, Karsten Just, Thomas Schönlebe) die Bronzemedaille.
1991 gewann Carlowitz mit der Staffel in Weltrekordzeit bei den Hallenweltmeisterschaften. In der Freiluftsaison wurde er in 45,49 s der erste gesamtdeutsche 400-Meter-Meister. Bei den Weltmeisterschaften in Tokio wurde die deutsche Staffel Sechste. 1995 und 1996 wurde er mit der Chemnitzer Staffel nochmals Deutscher Meister.
Jens Carlowitz startete für den SC Karl-Marx-Stadt (später: SC Chemnitz) und den LAC Chemnitz. In seiner aktiven Zeit war er 1,86 m groß und wog 76 kg. In den nach der Wende öffentlich gewordenen Unterlagen zum Staatsdoping in der DDR fand sich bei den gedopten Sportlern auch der Name von Carlowitz.